# II (álbum de Boyz II Men)
II é o segundo álbum de estúdio do grupo de R&B americano Boyz II Men, lançado em 30 de agosto de 1994 pela Motown Records. Contém os singles número um "I'll Make Love to You" e "On Bended Knee", sendo que o último substituiu o primeiro na liderança da Billboard Hot 100, fazendo do grupo o terceiro artista a substituir a ele mesmo no primeiro lugar da parada depois de Elvis Presley e The Beatles e o primeiro a conseguir tal feito em trinta anos.
"I'll Make Love to You" ficou no primeiro lugar da Hot 100 por 14 semanas consecutivas, se igualando ao recorde de "I Will Always Love You" (1992), de Whitney Houston.

## Recepção
O álbum estreou no primeiro lugar da Billboard 200, com 350.000 cópias vendidas na primeira semana. Ficou 5 semanas no primeiro lugar, foi o terceiro álbum mais vendido de 1995 e foi certificado como disco de platina doze vezes, com mais de 8.567.000 cópias vendidas nos Estados Unidos.
| Críticas profissionais | Críticas profissionais |
| Avaliações da crítica  | Avaliações da crítica  |
| Fonte                  | Avaliação              |
| ---------------------- | ---------------------- |
| Allmusic               | [ 3 ]                  |
| Robert Christgau       | [ 4 ]                  |

## Faixas
1. "Thank You" (Michael S. McCary, Nathan Morris, Wanya Morris, Shawn Stockman, Dallas Austin) – 4:34
2. "All Around the World" (James Harris III, Terry Lewis, Michael S. McCary, Nathan Morris, Wanya Morris, Shawn Stockman, Daddy-O) – 4:56
3. "U Know" (Michael S. McCary, Nathan Morris, Wanya Morris, Shawn Stockman, Tim Kelley, Bob Robinson) – 4:46
4. "Vibin'" (Michael S. McCary, Nathan Morris, Wanya Morris, Shawn Stockman, Tim Kelley, Bob Robinson) – 4:26
5. "I Sit Away" (Tony Rich) – 4:34
6. "Jezzebel" (Wanya Morris, Shawn Stockman, The Characters: Troy Taylor & Charles Farrar) – 6:06
7. "Khalil (Interlude)" (Nathan Morris, Shawn Stockman Tim Kelley, Bob Robinson) – 1:41
8. "Trying Times" (Wanya Morris, Tim Kelley, Bob Robinson) – 5:23
9. "I'll Make Love to You" (Babyface) – 4:07
10. "On Bended Knee" (James Harris III, Terry Lewis) – 5:29
11. "50 Candles" (Shawn Stockman, Tim Kelley, Bob Robinson) – 5:06
12. "Water Runs Dry" (Babyface) – 3:22
13. "Yesterday" (Paul McCartney, John Lennon) – 3:07
14. "Falling" (Brian McKnight & Brandon Barnes) – 4:09

## Paradas
| Parada (1994)                          | Posição mais alta |
| -------------------------------------- | ----------------- |
| Australian Albums Chart                | 4                 |
| Dutch Albums Chart                     | 7                 |
| German Albums Chart                    | 18                |
| New Zealand Albums Chart               | 1                 |
| Swedish Albums Chart                   | 20                |
| Swiss Albums Chart                     | 21                |
| UK Albums Chart                        | 17                |
| EUA - Billboard 200                    | 1                 |
| EUA - Billboard Top R&B/Hip-Hop Albums | 1                 |

### Parada de fim de década
| Parada (1990-1999)  | Posição |
| ------------------- | ------- |
| EUA - Billboard 200 | 13      |